# Tolsti Vrh, Ravne na Koroškem
Tolsti Vrh este o localitate din comuna Ravne na Koroškem, Slovenia, cu o populație de 825 de locuitori.